# Konkoly István
Konkoly István (Kerkaszentmiklós, 1930. március 5. – Szombathely, 2017. november 20.) Szombathely 14. püspöke.

## Pályafutása
Szülei földműveléssel foglalkoztak, apja községi elöljáró volt. Középiskolába a szombathelyi Faludi Ferenc Reálgimnáziumba, majd a Kisszemináriumba járt.
Teológiai tanulmányait a Pázmány Péter Hittudományi Akadémián végezte Budapesten, ahol teológiai doktori címet szerzett 1960-ban. 1954. június 20-án szentelték pappá Szombathelyen. 1955-től Gyöngyösfalun volt káplán, 1956-tól Szombathelyen, hitoktató, 1958-tól Rábagyarmaton és Jánosházán káplán. 1962–1963-ig Szőcén helyettes plébános, 1963–1972-ig Szombathelyen Kovács Sándor megyés püspök titkára, az Országos Liturgikus Tanács titkára. 1972–1987 között Gencsapátiban plébános.
Mátrai fedőnéven a Belügyminisztérium ügynöke volt. 1959-ben szervezték be, és Soós Viktor Attila, a Magyar Országos Levéltár munkatársának kutatásai szerint 267 oldalnyi jelentést írt, de ezekkel nem ártott senkinek, semmitmondó jelentései az állambiztonság számára használhatatlanok voltak. A hálózatból 1977. november 16-án ki is zárták, „mert feladatát nem látta el.”

### Püspöki pályafutása
II. János Pál pápa 1987. június 5-én szombathelyi püspökké nevezte ki. július 11-én Szombathelyen püspökké szentelték. Püspöki jelmondata: Adveniat Regnum Tuum (Jöjjön el a Te országod Mt 6,10).
1987-től az Országos Liturgikus Tanács elnöke. 1992-től a Berzsenyi Dániel Főiskola Ének-zene, Egyházzene Szakán a liturgika előadója.
1990 után megalapította a Püspöki Általános Iskolát, az Egyházmegyei Fiú- és Leánykollégiumot, a Szombathelyi Hittanárképző Főiskolát, a Martineum Felnőttképző Akadémiát, a Szombathelyi Egyházmegyei Teológiai Tanfolyamot, az Egyházmegyei Óvodát, az Egyházmegyei Múzeumot, a Szent Márton Kölcsönkönyvtárt, az Egyházmegyei Karitászt és a RÉV Ambulanciát valamint a Pszichiátriai és Szenvedélybetegek Nappali ellátóját és Átmeneti Otthonát. 2002-ben megalapította a Magyar Liturgikus és Egyházzenei Intézetet (MALEZI).
Fenntartója volt a jánosházi, a celldömölki és a sárvári egyházi általános iskoláknak. Felgyorsította a Székesegyház restaurálási munkálatait, egyúttal új orgonát építtetett a második világháborúban megsemmisült hangszer helyére és megbízta Kisléghi Nagy Ádám festőművészt négy nagyméretű olajkép elkészítésével. 

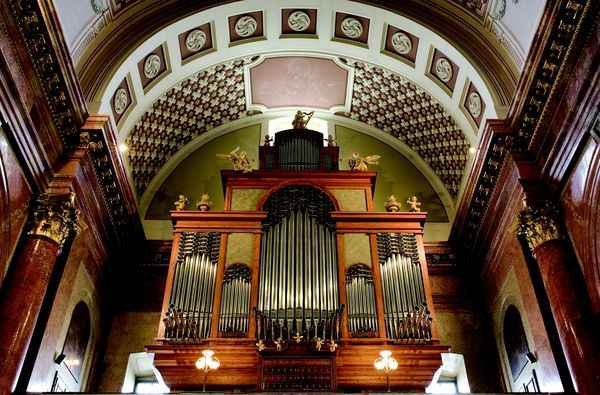
A szombathelyi székesegyház új orgonája

2006. június 20-áig vezette a Szombathelyi egyházmegyét. (Ezen a napon fogadta el XVI. Benedek pápa lemondási kérelmét, amit az Egyházi Törvénykönyv alapján 75. életévét betöltve nyújtott be.)

## Művei
1966-tól számos liturgikus kiadvány szerzője, illetve társszerzője.
- Hittan ismeretek. Felkészülés a beavató szentségek felvételére; összeáll. Konkoly István; Egyházmegyei Hatóság, Szombathely, 2000
- Sill Aba Ferenc – Konkoly István: A szombathelyi Püspöki Palota; MG Kereskedelmi és Szolgáltató Bt., Szombathely, 2004
- "Hirdessétek az evangéliumot...". Válogatás Konkoly István szombathelyi püspök főpásztori szolgálata alatt elhangzott beszédeiből, előadásaiból és interjúiból, 1987–2004, 1-2.; szerk. Rába Imre; Szombathelyi Egyházmegyei Hatóság, Szombathely, 2005
- Emlékeim püspöki szolgálatom idejéből, 1987–2015; Szülőföld, Szombathely–Gencsapáti, 2015
- Kis misekönyv sorozat (SZIT, 1992)
- A világi lelkipásztori kisegítők kézikönyve (SZIT, 1995)
- Temetési szertartáskönyv

## Elismerései
- Schönvisner István-emlékérem 2000
- A Magyar Köztársasági Érdemrend középkeresztje (polgári tagozat) 2004